# 義美食品
義美食品（簡稱義美、義美集團，簡寫為）是一家臺灣食品製造公司，在全臺擁有多間直營門市，海外亦投資設立食品加工廠。它的前身是由高番王、高陳秀英夫妻，於1934年3月30日創立的義美商店；其子高騰蛟設立為食品公司，並將其擴展為大型企業。

## 歷史
1934年3月30日，日本殖民臺灣時代，高志尚的祖父高番王、祖母高陳秀英夫妻，在台北市大同區大稻埕延平北路開設「義美商店」，做餅起家，但高番王年紀輕便過世，由16歲的兒子高騰蛟接手。其大餅逐漸打出知名度，同時店距離火車站不遠吸引來往客商，便於知名度流傳，逐漸坐大後跨足包裝食品。「義美」名稱源自高番王祖父經營的「義美」染布行。
2010年高騰蛟89歲辭世，4個兒子分工接管
- 長子高志尚接任義美董事長。
- 次子高志明擔任義美總經理。
- 三子高志誠就任集團物流的台灣聯合物流董事長。
- 四子高志遠從事食品、運動器具用品買賣。
- 孫女高易誼(高志尚之女)從事感興趣的汽車行業，創辦尚騰汽車代理高級跑車[3]。

## 經營理念
將傳統的食品現代化，把世界上的好食品做適當的轉化，以符合本土的口味；「食品是老實人的行業，良心可以發揮的產業」為信念，對社會、環保、文化的關心，善盡企業應有的責任；以旺盛的企圖心，持續「真誠實在」及「勤儉」的企業文化，作為永續經營的基石，在新世紀中展現年輕的活力，「生產重品質，品質重衛生」，堅持的不只是美味可口的食品，更提供食品安全衛生的品質保證，致力成為好食品的供應者。曾數度無虞渡過重大食安風暴而受到矚目。

### 環保理念與公益活動
義美特別重視環保。1990年起，義美冰棒開風氣之先，使用紙盒包裝，並且開始落實「我們賣的，我們負責回收」原則，門市部採取「百分之百責任回收行動」，直到2012年政府落實實行"廢棄資源物再生與廢棄管理法"政策，並成立環保基金會推動環保工作。在文化及公益方面，義美贊助河洛歌仔戲、西田社布袋戲、原舞者、屏東美和青棒，是企業善盡社會責任的具體發揮。即使在日常運作方面，義美一方面反對核能發電，同時採取汽電共生及夜間儲冰節約能源等措施，其桃園南崁廠是提升能源效率的落實者。
國際化也表現在與摩斯漢堡、麥當勞、漢堡王、寶鹼等國際知名食品業者的合作，為其開發生產各種產品，並顯現於義美在越南投資製糖、食品加工及農產原料栽培等利用海外資源的行動。此外，國際化也具體實踐於積極為台灣發聲。

## 主要業務

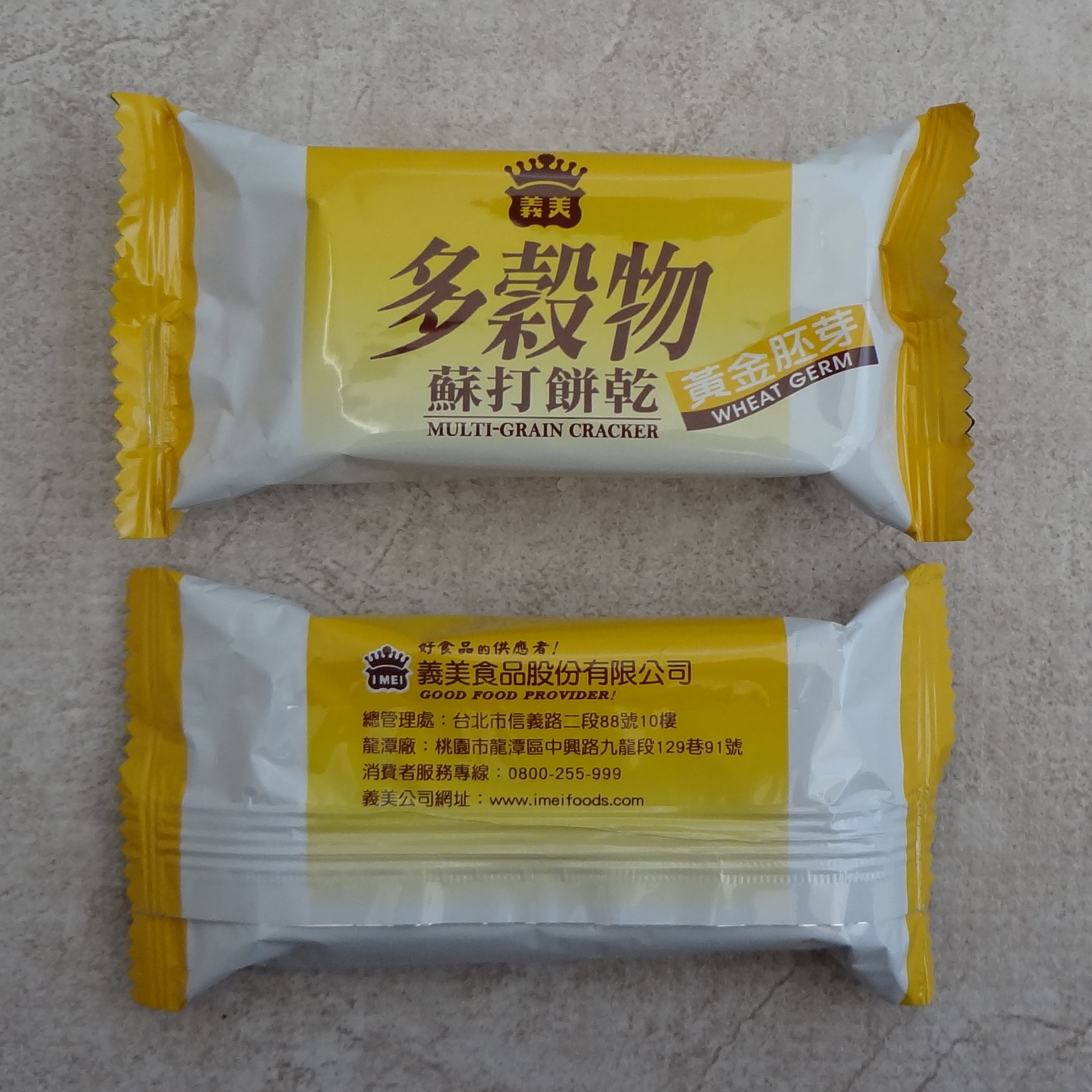
義美餅乾包裝

- 生產糖果、餅乾、甜點、蛋捲、禮盒、喜餅、冰品、冷凍調理食品、冷藏新鮮品、飲料、乳品、米食、糕點、食用油……等。
- 代理進口各項產品，包含國外品牌及食品加工用原料，如杏仁、核桃、葡萄乾、梅乾、水蜜桃、大胡桃、奶粉、乳酪、奶油、瑪琪琳、可可粉、椰子粉、芥末粉、果汁酢司、咖哩粉、乳化劑分別來自美國、澳洲、荷蘭、丹麥、愛爾蘭、菲律賓、英國、印度的品牌；
- 代理銷售的一般消費進口食品，包括葡萄乾、杏仁果、梅乾、梅子汁、水蜜桃、什錦水果、櫻桃、核桃仁、乳酪、奶油……等。

## 轉投資及關係事業
- 義美股份有限公司
- 義美生機股份有限公司
- 義美生醫技術股份有限公司
- 義美牧場股份有限公司
- 義美聯合電子商務股份有限公司（義美聯電）
- 楷泰股份有限公司
- 祥美食品股份有限公司
- 尚美讀書網路股份有限公司
- 台灣英文新聞股份有限公司
- 越南燦美有限公司
- 越南全球運動器材有限公司
- 越南義美食品責任有限公司
- 台灣聯合物流股份有限公司
- 瑞盟行銷股份有限公司
- 百盟行銷股份有限公司
- 網擎資訊軟體股份有限公司（Openfind）
- 越台糖業（於1994年與台糖、金車公司、越南第一糖業、清化糖業合資設立）
- 尚騰汽車股份有限公司（與勤益紡織、吳睿弘合資，保時捷跑車台灣經銷商之一）[9]

### 公益相關
- URS27W 城市影像實驗室
- 台灣公益廣告協會

## 相關事件
- 2020年2月10日，菲律賓衛生部突然宣布發布對台旅行禁令。13日上午，在義美工作410名的菲律賓籍移工連署發表致杜特蒂的公開請願信交給駐台馬尼拉經濟文化辦事處（MECO），希望能取消對台灣的「臨時旅行禁令」。14日，菲律賓跨部門工作小組經過多方討論決定解除對台旅行禁令。[10]

## 爭議

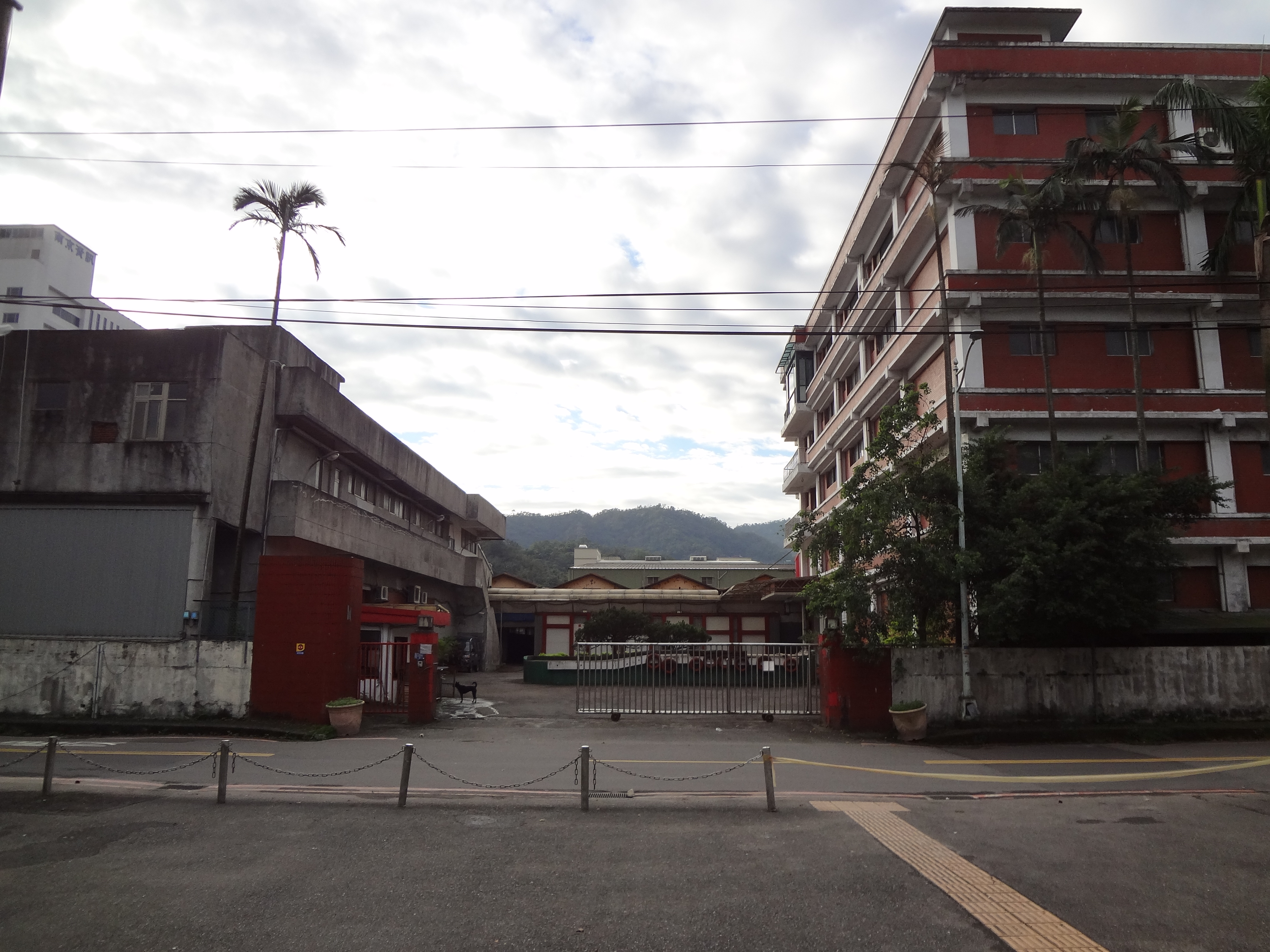
原義美食品六堵廠

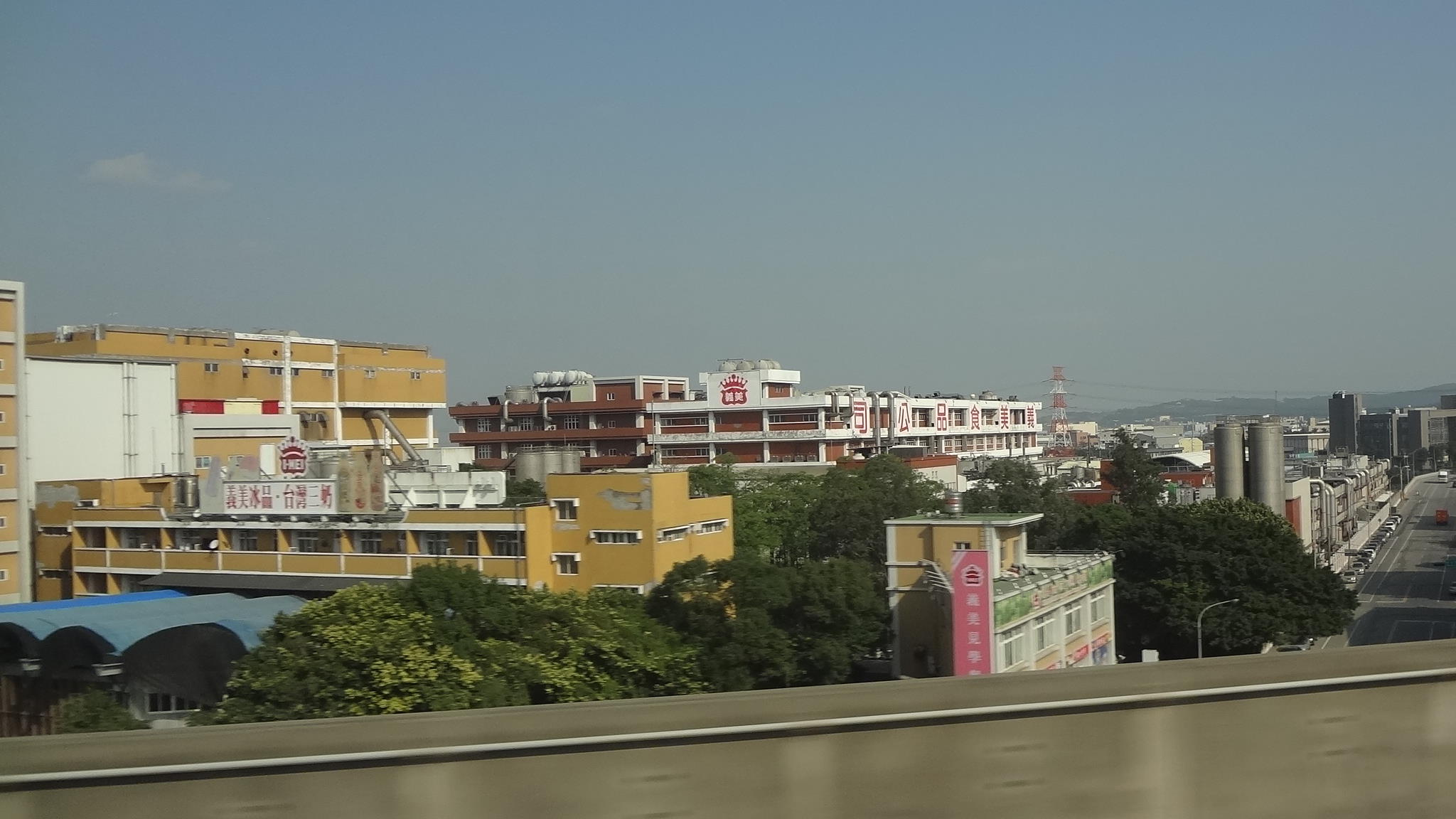
義美食品南崁廠

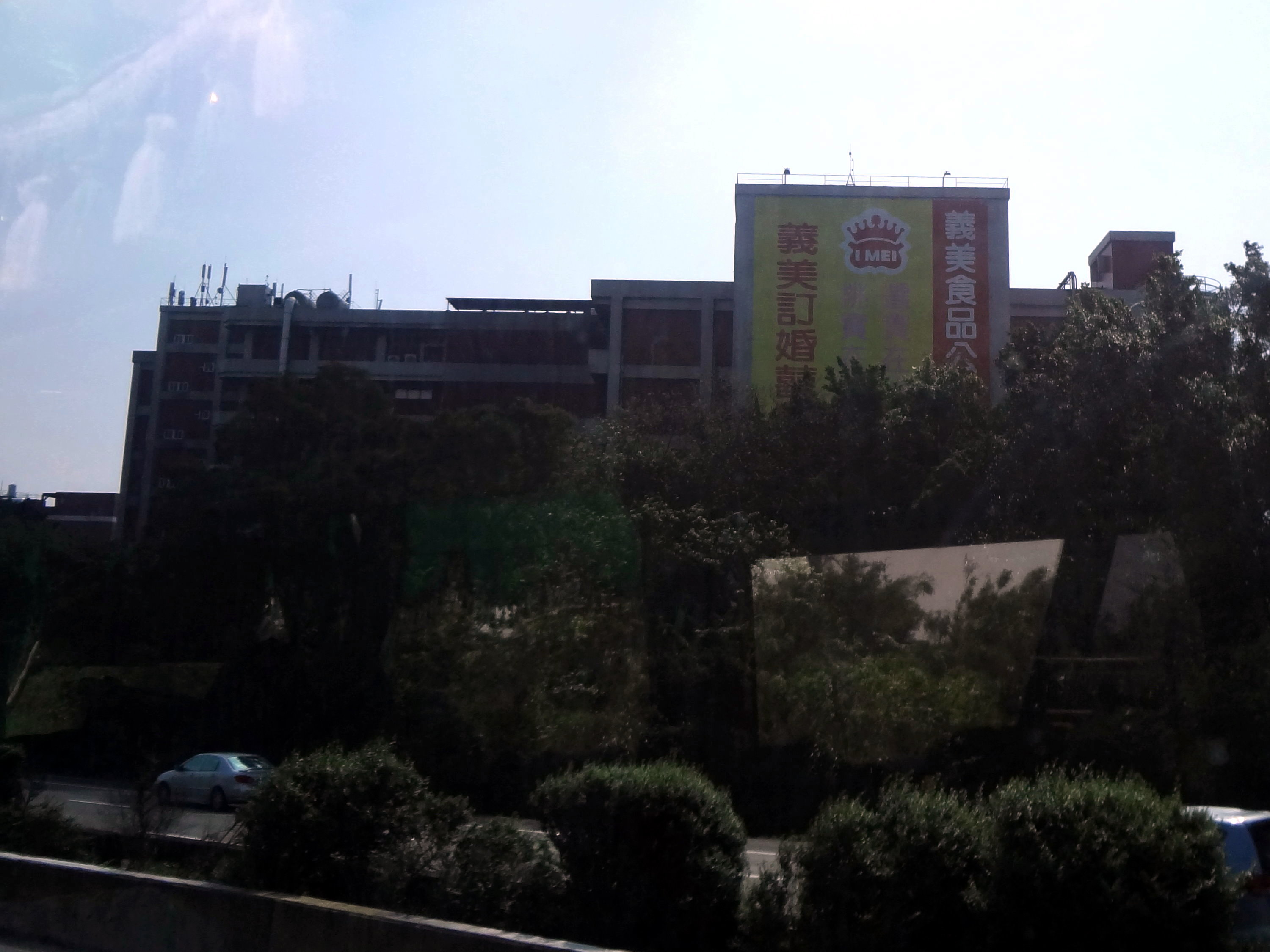
義美食品龍潭廠

### 生產線
- 2002年，義美將生產線從基隆市六堵工業區工建北路2號（六堵廠）遷往南崁[11]。
- 2011年3月，桃園縣政府發函要求義美限期完成位在蘆竹鄉河川地的南崁廠區拆遷[12][13]。該廠區於1980年成立，之後被劃入河川行水區，蘆竹鄉公所分別於1994年和1997年辦理土地及地上物徵收。義美因不服徵收而提起行政訴訟，於1999年被行政法院判決駁回。桃園縣政府於2011年6月執行強制拆除時引發義美抗議，最終義美切結隔年十二月底前完成自行拆遷。桃園縣政府則因未依法執行拆除遭監察院糾正[14]。
- 2013年8月，義美南崁廠未處理廢水排入南崁溪，經環保局稽查，發現是廠內管路阻塞造成廢水溢出[15]。隔年4月，該廠又因同樣原因再遭環保局查獲[16]。

### 食安事件
- 2009年7月，台北縣政府衛生局抽驗冰淇淋，其中義美板橋門市自製的巧克力霜淇淋生菌數超量1.5倍，要求限期改善[17]。
- 2011年12月，某學生買了義美小泡芙，吃一顆發現有怪味後，細看才發現包裝內竟有一隻長約十公分鼠屍，嚇得當場作嘔。消基會要求義美將同批號泡芙下架回收[18]，義美稱只有單一照片無法判斷真正原因，當前還無法聯絡上消費者以了解原因[19]。
- 2013年，義美龍潭廠遭檢舉使用過期原料，經查發現該廠生產的泡芙中使用一批2010年8月過期的大豆分離蛋白，雖緊急查扣十二萬箱，估計仍有約36萬箱共432萬盒流入市面[20][21]。桃園縣政府衛生局為此開罰新台幣15萬元。而桃園地檢署認為龍潭廠涉嫌使用約一萬公斤的過期原料，從2010年9月至2012年8月期間多次投入過期原料生產，且在品管人員發現後，因擔心影響公司申請ISO9001與ISO22000認證，便抽換生產投料記錄表，檢方於2013年9月將相關四人依偽造文書罪起訴。至於留存的同批號樣品經檢驗確認不含黴菌和毒素，因無法證明危害健康，不符合《食品衛生管理法》的構成要件，檢察官予以簽結[22]。
- 2013年4月24日，義美南崁廠同一生產批號的義美冷凍獅子頭，被CAS協會抽驗出大腸桿菌超標，其他日期所製造的則是抽驗合格。義美表示，冷凍獅子頭是高溫油炸的東西，不可能發生大腸桿菌超標。義美主動於2013年8月底向CAS協會提出退出CAS認證；並針對該批號冷凍獅子頭，按異常處理程序辦理下架、回收[23]。
- 2014年10月，稽查發現為義美代工生產義美原味豬肉鬆的榛記食品曾向正義公司進貨香豬油，因而受到飼料油事件的波及。義美主管證實此事，強調今年8月即發現榛記豬肉鬆的脂肪酸異常，立刻停止委託代工並全數下架，10月起陸續上架的豬油與肉鬆產品全都自製[24]。
- 2014年10月，義美因曾在2012年9月到2013年10月間向正義公司進貨一萬兩千公斤正義香豬油，製成136萬多包「7-SELECT肉絲蛋炒飯」於統一超商各門市販售，義美已預防性下架、回收（有效日期2014年11月8日）[25]。
- 2014年10月，未過期的義美豆奶結塊發出酸臭味，義美表示義美豆奶沒加防腐劑恐保存失溫[26]。不過有媒體拿傳統市售、光泉、義美、味全及統一等豆奶放在常溫48小時做實驗，結果顯示義美是在那當中凝固速度第二慢的（僅次統一）[27]。
- 2015年5月7日，營養師許瓊月在臉書發文表示，日前她在義美門市買了「義美全脂鮮乳速溫殺菌1000毫升」，購買當天雖然覺得鮮奶外觀看來有些不同，但因為沒拆封所以不以為意，直到4月26日要做蛋塔，竟發現整瓶鮮奶嚴重結塊，但因事情繁忙未去換貨，直到鮮奶過期後才前往義美門市換貨，卻被店員態度不佳的拒絕，引起了極大的爭議[28]。同月8日，義美總經理高志明在臉書發文回應，工廠已查驗同一批（4月24日出廠）的樣品，產品並沒有問題，也不知為何會結塊；一般牛奶會結塊通常是因為保存條件不合，當嚴重失溫就會結塊；由於許瓊月並未將結塊的鮮奶留下來供檢驗，現在變成羅生門，無從查證[29]。
- 2015年6月17日，桃園市政府衛生局抽驗粽子及粽葉食材，發現義美、新東陽使用外購的粽葉含有二氧化硫超量十倍以上，已要求該廠商不合格粽子下架。外界譁然，後來才發現稽查人員檢驗的粽葉，並非門市販售的粽子成品，而是到生產工廠直接檢驗尚未處理的生葉，新東陽也是同樣狀況。檢驗成了烏龍。桃園市市長鄭文燦就吃義美粽子，為產品掛保證[30]。
- 2015年7月2日，桃園市政府衛生局配合衛生福利部食品藥物管理署稽查義美南崁廠冷凍庫，查獲冷凍庫內供應義美各門市霜淇淋原料「巧克力霜淇淋奶霜」在製造日期上有問題：製造日期為2015年6月29日的產品，卻同時發現有標示有效期限為2015年7月13日、2015年7月16日及2015年7月17日；整批產品共192包，疑為「未來食品」，已經涉及標示不實。本次稽查過程也發現冷凍庫內貯存各類逾期食品，包括有效期限為2006年1月18日的義美御禮年菜64箱、有效期限為2005年12月31日及2006年2月7日的砂鍋大魚頭231盒、有效期限為2006年2月6日及2006年2月7日的極品佛跳牆211箱、有效期限為2008年1月11日的鮮菇燉羊小排133個、有效期限為2013年1月24日的義美燒臘雙寶米糕146盒等，共計29項、1,703件產品，桃園市政府衛生局已全數查封[31]。同月3日，義美發新聞稿稱此事純屬倉庫管理人員未經標準作業程序銷毀過期食品，同時質疑食藥署是因義美未參加本月1日「食品安全月」活動而以稽查南崁廠冷凍庫「公報私仇」，卻未對未來食品問題提出解釋；同日，壹電視新聞台主播張心宇在臉書發文怒批義美：「管你甚麼公報私仇？管你甚麼故意檢查？我們民眾關心的是，你會不會賣過期食品？一間那麼大的食品廠，把倉庫管理好很難嗎？你甚麼問題都沒有，別人怎麼找麻煩？還生氣咧！」[32]。同月14日，食藥署企科組簡任秘書謝碧蓮表示，食品安全月主要邀請對象是「四大超商」等物流超商業者，義美本來就不在例行邀請名單中；且食安稽查業務量重，不可能因為誰沒來活動就針對誰；針對飲料的稽查，早在今年上半年就已經確定，今年6月初就與各地衛生局聯繫安排北部六縣市可以稽查的時間，恰好義美被排到本月2日稽查[33]。

- 2015年7月13日，義美發函行政院院長毛治國，指稱南崁廠日前遭衛福部稽查，遭受超乎常理的稽查規格，且在查核後立刻於7月5日通報中華人民共和國國家質量監督檢驗檢疫總局，讓義美全數產品都被列為預警產品，導致義美所有產品現都無法輸入對岸。同月17日，食藥署北區管理中心副主任王德原說，義美南崁廠月初被查到的逾期和未來食品並未出口，因此食藥署不會通知中國大陸；推測可能是對岸官方關注台灣食安報導，看到有此稽查結果，自行啟動應變措施。

- 2015年7月3日，苗栗縣有消費者購買1包有效期限到2016年6月1日的義美蛋餅皮，其中2片卻已發霉。義美方面表示，蛋餅皮須保存在攝氏零下18度的環境，超市卻置於冷藏，研判因溫度過高、保存不當導致變質[38]。
- 2015年7月14日，雲林縣一名婦人購買義美葡萄乾巧克力，打開後發現裡面躺著蟲屍。義美公共服務事務處主任趙季堯回應，應是生產加工時未噴灑殺蟲劑或添加防腐劑，也可能運輸過程遭入侵產卵[39][40]。
- 2015年7月16日，《自由時報》報導，有網友在爆料公社貼文，指在吃義美紅豆牛奶冰棒時，在冰棒內發現一支嵌入的竹籤；客服派業務到該名網友家中回收瑕疵商品做品保檢討，細節則會再聯絡。《自由時報》網站之後雖撤下報導，但仍留有圖片解說[41][42]。
- 2015年10月15日，三立新聞網報導，有消費者購買「義美紅豆粉粿牛奶冰棒」卻吃到一塊塑膠卡在冰棒裡面，義美表示，應是在製作過程中，粉粿的塑膠包裝袋不小心混入原料所致[43]。
- 2015年12月15日，今日新聞網報導，網友對義美「100%特級冷壓橄欖油」的質疑指其橄欖油原料供應商「卡拉佩利（Carapelli）」正在義大利被控混油詐欺，逼得義美在14日晚間於粉絲團上發表聲明，但未說明該供應商有沒有問題、銷售橄欖油有無混油，亦沒說明為何不在第一時間坦白告訴消費者，且供應商已經在接受調查卻未主動通報食藥署的疏失，並未保護消費者的權益而預防性下架等措施[44]。相對地，香港惠康超市早在同年11月13日將涉案廠商橄欖油預防性下架，並可辦理退款手續[45]。
- 2016年7月12日，食藥署公佈，義美進口的「大燕麥片（薄）」驗出農藥撲滅松殘留高出限量1.5倍，在邊境被攔下而沒有流入市場[46]。
- 2017年3月26日，有網友在爆料公社發出多張義美巧克力酥片的照片，仔細一看，剝開的巧克力餅乾中，竟然出現半透明狀的不明物體。為一個月內的第二次[47]。
- 2017年5月23日，有民眾爆料在全家便利商店購買義美全脂鮮乳，挑選時還特別注意保存期限，回家也有先冷藏，1小時過後倒出來卻是優格狀，後來到商店現場再開一瓶也出現同樣狀況，她要求店員下架所有同款商品，店員表示會通報並退費。義美稱根據生產留樣並未發現該批商品有問題，在無法確定是通路還是消費者保存不當就要全部下架有點太超過[48]。
- 2018年5月17日，三立新聞網報導，有網友購買義美旗下「羊羹」商品，打開包裝咬下一口後驚覺口感怪怪，從嘴裡拉出來一看發現「完整蟑螂腳」，將剩下羊羹撥碎後，發現裡面還藏有數隻腳、觸鬚及翅膀，但卻不見身體，引發網友議論[49]。
- 2019年5月，好市多接到8件義美鮮乳的客訴，有6件產品已過期，有2件沒過期就變質，好市多因此啟動產品下架程序[50][51]。

## 外部連結
- 義美食品 （页面存档备份，存于）
- 台灣公司資料 （页面存档备份，存于）
- 義美食品的Facebook專頁
- 義美食品的Instagram帳戶
- YouTube上的義美食品頻道